# 송동욱
송동욱(宋東昱, 1996년 4월 18일 ~ )은 전 KBO 리그 NC 다이노스의 포수이다.

## 아마추어 시절
초등학교 2학년 때 야구부가 있는 초등학교로 전학을 가면서 야구를 시작했다. 외야수로 야구를 시작했지만, 초등학교 4학년 때 포수로 포지션을 전향했다. 동성중학교에 1학년 때부터 4번 타자로 출장했으며, 3학년에 팔꿈치 수술을 받았다. 고교 통산 65경기에 출전해 타율 0.301, 70안타(2홈런), 40타점을 기록했다. 2015년 한국프로야구 신인 드래프트에서 2차 3라운드 26순위로 NC 다이노스에 지명됐다.

## NC 다이노스시절
2015년에 입단하였다.

## 출신 학교
- 광주서석초등학교
- 광주동성중학교
- 광주제일고등학교